# Constantino I de Torres
Constantino I de Torres fue hijo de Mariano I de Torres. Fue juez de Torres. Aparece en documentos fechados el 1124 y 1127. Tuvo una política equidistante entre Génova y Pisa y dio feudos a los Doria y los Malaspina. Se casó con Marcusa (que ya era viuda y tenía un hijo llamado Saltar de Gunale, participando en la expedición catalanopisana a las Baleares del 1114 a 1115, pero no se conoce el primer marido). Dejó un hijo llamado Gonario II de Torres.